# AC Syracuse Pulse
L'AC Syracuse Pulse, conosciuto anche come AC Syracuse o come Syracuse Pulse, è un club calcistico professionistico statunitense con base a Syracuse, nello stato di New York, e che disputa le proprie partite casalinghe presso il Lazer Stadium, impianto da 2.000 posti.
A partire dalla stagione 2022 milita nella NISA, terza divisione della piramide calcistica americana.

## Storia
Il 20 maggio 2021 un gruppo di investitori guidato dal marocchino Samir Belhseine annunciò di aver sottoscritto una richiesta formale per unirsi alla National Independent Soccer Association, con l'obiettivo di far entrare nella lega una squadra con sede nella città di Syracuse già a partire dalla stagione 2022. Il club, chiamato inizialmente soltanto AC Syracuse, oltre ad annunciare i piani per lanciare il proprio settore giovanile e una squadre femminile, svelò anche un sondaggio per far scegliere ai tifosi il nomignolo della squadra. Il 26 ottobre 2021 il club venne ufficialmente ammesso alla NISA; contemporaneamente, nella conferenza stampa di presentazione, venne rivelato anche il nome vincitore, Pulse, insieme al logo ufficiale, il quale venne poi cambiato di lì a poco a causa delle critiche della tifoseria. Il primo allenatore della storia della squadra fu Claudio García, ex allenatore della nazionale giovanile delle Isole Cayman.
Il 10 dicembre 2021 la United Women's Soccer annunciò di aver accettato la squadra femminile del club nella propria lega. La prima allenatrice della storia della squadra fu Brooke Barbuto.

## Colori e simboli
I colori sociali sono il giallo evidenziatore ed il blu.

## Stadio
Il club disputa i propri incontri casalinghi presso il Lazer Stadium, stadio dotato di una capienza di 2.000 posti a sedere e situato sul campus dell'Onondaga Community College di Syracuse.

## Academy in Marocco
Nel Novembre 2021, la dirigenza del Syracuse Pulse e quella della NISA intrapresero un viaggio umanitario in Marocco, nazione di provenienza del proprietario del club. In una conferenza stampa congiunta il club annunciò una partnership con la città di Laayoune al fine di aprire una academy per promuovere e sviluppare il calcio nella regione del Sahara Occidentale.